# CJ Fodrey
CJ Fodrey, pseudonimo di Calvin Jay Fodrey (San Jose, 10 febbraio 2004), è un calciatore statunitense, centrocampista dell'Austin FC.

## Carriera
Ha iniziato a giocare a calcio nella città di San Diego con le maglie di Albion San Diego, San Diego Surf e San Diego Nomads per poi entrare a far parte del settore giovanile del LA Galaxy nel 2019. Nell'autunno del 2020 ha effettuato un provino con il San Diego Loyal e nel mese di dicembre ha firmato un contratto triennale. Ha debuttato a livello professionistico il 23 maggio 2021 nell'incontro di USL Championship perso 2-1 contro il Louisville City ed il 19 agosto ha segnato il suo primo gol nella partita vinta 5-1 contro il Las Vegas Lights. Nell'autunno del 2022 si è iscritto all'Università statale di San Diego dove ha giocato con la selezione locale dei S.D.S.U. Aztecs.
Il 19 dicembre dello stesso anno ha lasciato in anticipo il college ed ha firmato un contratto con Generation Adidas in modo da poter far parte del SuperDraft del 2023. Due giorni dopo è stato selezionato dall'Austin FC, con cui ha debuttato il 30 luglio 2023 nell'incontro di Leagues Cup perso 3-1 contro il Juárez. Impiegato principalmente con la squadra riserve con cui ha vinto la MLS Next Pro, ha fatto il suo esordio in MLS il 3 settembre nella partita pareggiata 2-2 contro il N.E. Revolution.

## Statistiche

### Presenze e reti nei club
Statistiche aggiornate al 2 giugno 2025.
| Stagione        | Squadra         | Campionato      | Campionato | Campionato | Coppe nazionali | Coppe nazionali | Coppe nazionali | Coppe continentali | Coppe continentali | Coppe continentali | Altre coppe | Altre coppe | Altre coppe | Totale | Totale | Totale |
| Stagione        | Squadra         | Comp            | Pres       | Reti       | Comp            | Pres            | Reti            | Comp               | Pres               | Reti               | Comp        | Pres        | Reti        | Pres   | Reti   |        |
| --------------- | --------------- | --------------- | ---------- | ---------- | --------------- | --------------- | --------------- | ------------------ | ------------------ | ------------------ | ----------- | ----------- | ----------- | ------ | ------ | ------ |
| 2021            | San Diego Loyal | USL             | 2          | 1          | -               | -               | -               | -                  | -                  | -                  | -           | -           | -           | 2      | 1      |        |
| 2022            | San Diego Loyal | USL             | 3          | 0          | USCup           | 1               | 0               | -                  | -                  | -                  | -           | -           | -           | 4      | 0      |        |
| 2023            | Austin FC       | MNP             | 22         | 4          | -               | -               | -               | -                  | -                  | -                  | -           | -           | -           | 22     | 4      |        |
| 2024            | Austin FC       | MNP             | 17         | 9          | USCup           | 1               | 0               | -                  | -                  | -                  | -           | -           | -           | 18     | 9      |        |
| 2025            | Austin FC       | MNP             | 1          | 0          | -               | -               | -               | -                  | -                  | -                  | -           | -           | -           | 1      | 0      |        |
| 2023            | Austin FC       | MLS             | 3          | 0          | USCup           | 0               | 0               | CCL                | 0                  | 0                  | LC          | 1           | 0           | 4      | 0      |        |
| 2024            | Austin FC       | MLS             | 12         | 0          | -               | -               | -               | -                  | -                  | -                  | LC          | 0           | 0           | 12     | 0      |        |
| 2025            | Austin FC       | MLS             | 11         | 0          | USCup           | 1               | 0               | -                  | -                  | -                  | LC          | 0           | 0           | 12     | 0      |        |
| Totale carriera | Totale carriera | Totale carriera | 71         | 14         |                 | 3               | 0               |                    | 0                  | 0                  |             | 1           | 0           | 75     | 14     |        |

## Palmarès

### Club

#### Competizioni nazionali
- MLS Next Pro: 1

Austin II: 2023